# William Hawes
William Hawes (Londres, 1785 - Londres, 18 de febrer de 1846) va ser un músic anglès.
Hawes va ser durant vuit anys (1793-1801) un corista de la Capella Reial, on va estudiar música principalment sota William Ayrton. Posteriorment va ocupar diversos càrrecs musicals, sent mestre de les coreografies a la catedral de Catedral de Saint Paul de Londres de 1812 a 1846. A més, el 1817 va ser nomenat mestre dels infants de la Capella Reial. Segons un dels coreògrafs sota el càrrec en aquell moment, Samuel Sebastian Wesley, William Hawes era un disciplinari que va assotar lliurement els infants de cor amb un fuet de muntar quan els infants cometien. Wesley també recorda a Maria Hackett donant-los tots els suculents panets per ajudar a alleujar el dolor.
Hawes també va seguir el negoci d'editor de música i va ser durant molts anys director musical del Lyceum Theatre de Londres, dedicat a l'òpera anglesa. Amb aquesta capacitat (el 23 de juliol 1824), va introduir Weber's i la seva òpera Der Freischütz per primera vegada a Anglaterra, al principi una mica reduït, però poc després en la seva totalitat. P. Winter Interrupted Sacrifice, Mozart Così fan tutte, H. Marschner Der Vampyr i altres obres importants també van ser portats a terme sota els seus auspicis.
Hawes va escriure o va compilar la música per a nombroses peces. Millors van ser els seus brillants i madrigals, dels quals va publicar dues sèries. També va editar i publicar en 1814 la primera reedició de The Triumphs of Oriana.